# 태양은 외로워
《태양은 외로워》(이탈리아어: L'Eclisse, 영어: Eclipse)는 1962년 개봉한 이탈리아의 흑백, 드라마 영화이다. 《정사》, 《밤》와 함께 안토니오니 감독 삼부작 작품이며 그 중 마지막 작품이다. 1962 칸 영화제 심사위원상 수상작이다.

## 내용
비토리아(비티)는 약혼자와 헤어져 불안한 기분으로 증권거래소에 있는 어머니를 찾는다. 그러나 돈과 숫자에만 정신이 팔려 있는 어머니는 결코 비토리아의 기분을 이해하지 못한다. 증권거래소의 복잡한 가운데서 그녀는 그곳에 근무하는 청년 피에로(들롱)를 알게 된다. 그러나 피에로는 여인들과 놀아나든가 비행기를 타거나 한다. 이러한 권태감과 고독감. 어느날 돌연 주식값이 크게 떨어져서 어머니는 무일푼이 된다. 허무한 광조(狂躁) 가운데 비토리아와 피에로는 접근하고, 인기척도 없는 사무실에서 결합된다. 둘이는 내일 또다시 만나기로 약속하지만, 그날 그 시간이 되었는데도 그들은 모습을 보이지 않는다. 아무도 없는 거리는 하루가 끝나려고 한다.

## 감상
<정사(情事)> <밤>과 함께 발전해 온 안토니오니의 테마가 내용·형식과 함께 이 작품을 완성한 것이라 하겠다. 처음에 세리프가 전혀 없는 신이 길게 이어지고, 라스트는 풍경묘사만으로 완결한다. 인간을 풍경과 같이, 풍경을 인간과 같이 묘사한 개성적인 수법을 사용하여, 사랑의 허무함을 그리고 있다.

## 출연

### 주연
- 모니카 비티
- 알랭 들롱
- 프란시스코 라발

### 조연
- 루이스 사이그너
- 로잔나 로리
- 시러스 일라이어스

## 기타
- 미술: 피에로 폴레토